# Safet Jahič
Safet Jahič (Slovenj Gradec, 1987. január 25. –) szlovén labdarúgókapus.
A 194 cm magas hálóőr a szlovén Rudar Velenje csapatában kezdte pályafutását. Profi karrierjének első állomása a Panioniosz volt. A görög csapatnál egy szezont töltött el, aztán csapatot és országot is váltott. A szerb FK Partizan együtteséhez igazolt, ahol nem tudott alapemberré válni, fél év alatt mindössze 4 találkozón védett. Emiatt a Partizan 2007 tavaszán kölcsönadta a szerb FK Teleoptiknak. 2007 nyarán aztán visszatért nevelőegyesületéhez, a velenjei Rudarhoz. 2011 nyaráig a szlovén csapatban 31 alkalommal lépett pályára.
2011 nyarán 4 évre szóló szerződést kötött a Zetével.

## Külső hivatkozások
- Hlsz.hu profil
- Transfermarkt profil (angolul)
- Profilja a Prvaliga honlapján (szlovénül)